# 下施瓦宁根
下施瓦宁根是德国巴伐利亚州的一个市镇。总面积18.57平方公里，总人口869人，其中男性441人，女性428人（2011年12月31日），人口密度47人/平方公里。